# شويتشي ساكاتا
شويتشي ساكاتا (باليابانية: 坂田昌一) (و. 1911 – 1970 م) هو فيزيائي، وأستاذ جامعي من اليابان. ولد في هيروشيما.
توفي عن عمر يناهز 59 عاماً.

## التعليم
تعلم في جامعة كيوتو.

## مناصب وهيئات
أدار جامعة كيوتو، وجامعة أوساكا، وجامعة ناغويا.